# BORDER: DAY ONE
『BORDER: DAY ONE』（ボーダー: デイ・ワン）は、韓国の7人組男性アイドルグループENHYPENのデビューミニアルバムである。2020年11月30日にBelift、ジニーミュージック、Stone Music Entertainmentよりリリースされた。

## 背景
ENHYPENは、2020年に放送されたサバイバルオーディション番組『I-LAND』を経て結成されたグループで、韓国の芸能事務所CJ ENMとBig Hit Entertainmentの合弁会社であるBelift Labがプロデュースする初のグループである。2020年9月18日のライブフィナーレを通じてデビューメンバーが明らかになった後、Belift Labはグループの公式ウェブサイトとSNSを立ち上げた。
9月30日、デビュー前のプロモーションスケジュールが公開された。10月22日、「Choose-Chosen」と題したデビュートレーラーを公開し、11月にデビューすることを発表した。「私たちは必死に違う存在になりたかった。そこに見知らぬ夢があると信じていた」というナレーションで始まるトレイラー映像では「Trainee-Artist」（練習生とアーティスト）、「Given-Taken」（与える、与えられる）、「Us-the Others」（私たちとそれ以外）といった相反するキーワードや、ラッフルシャツにブラックパンツを合わせたクラシカルな装いのメンバーが夜明けの森の中にたたずむ姿が映し出された。10月25日、「Dusk-Dawn」と題された第2弾となるデビュートレーラーが公開された。メンバーそれぞれが秘密を隠し持っているような様子が描かれ、夜明けに1つの場所に集まって“完全体”になり、夕暮れまでの空をながめるという、グループの長い道のりの序幕が開いたことを予告する映像となっている。10月26日、2枚のコンセプトムードボードが「Dawn」「Dusk」というコンセプトに合わせて、それぞれ17時と20時に公開された。
10月28日、Belift LabはWeverseを通じて、初のミニ・アルバムである本作を11月30日にリリースすることを発表した。同日から予約注文が開始され、「Dusk」と「Dawn」の2つのバージョンで発売された。10月31日、「Dusk」バージョンの個人コンセプトフォトが公開され、翌日には集合コンセプトフォトが公開された。11月9日に「Dawn」バージョンの個人コンセプトフォト、翌日に集合コンセプトフォトがそれぞれ掲載された。11月12日から11月13日まで、ムービングポートレートが順次公開された。その3日後の11月16日、アルバムに収録されている「Intro: Walk the Line」のリリックビデオが公開された。
11月20日、本作のトラックリストが公開された。11月23日、アルバムに収録されている楽曲のプレビューが公開された。11月25日と27日には、リード曲「Given-Taken」のミュージックビデオのティーザー2本がそれぞれ公開された。11月30日、CDとデジタルでリリースされた。リード曲「Given-Taken」のミュージックビデオは、アルバムのリリースに合わせ公開された。

## プロモーション
アルバムリリースの数時間前に、ENHYPENはソウル特別市で初のメディアショーケースを開催し、YouTubeでオンライン放送された。この日のショーケースでは、「Given-Taken」「Let Me In（20 CUBE）」を初披露した。アルバムリリースの数時間後には、Mnetが主催した「ENHYPEN Debut Show: Day One」と題したデビューショーが全世界でプレミア上映され、「Flicker」「Let Me In（20 CUBE）」「10 Months」「Given-Taken」を披露した。12月2日、日本のフジテレビ系列の音楽番組『FNS歌謡祭』に出演し「Given-Taken」を披露した。
また、12月4日のKBS『ミュージックバンク』を皮切りに、韓国のいくつかの週刊音楽番組で「Given-Taken」を披露し、アルバムのプロモーションを開始した。また、SBSの『SBS人気歌謡』やSBS MTVの『THE SHOW』にも出演し、同曲を披露した。12月6日に開催された「2020 Mnet Asian Music Awards」、12月12日に開催された「2020 The Fact Music Awards」、12月18日の『2020 KBS Song Festival』と『MTV Fresh Live Out』、12月25日の『SBS歌謡大祭典』でも同曲を披露した。

## 収録曲
| #         | タイトル                  | 作詞・作曲 | プロデューサー           | 時間  |
| --------- | ------------------------- | --- | ------------------------ | ----- |
| 1.        | 「Intro: Walk the Line」  | Wonderkid, CA$HCOW, "Hitman" Bang | Wonderkid, CA$HCOW       | 1:49  |
| 2.        | 「Given-Taken」           | Wonderkid, LIL 27 CLUB, "Hitman" Bang, Melanie Fontana, Andreas Carlsson, Michel "Lindgren" Schulz, Sunshine, Kyler Niko                    | Wonderkid, "Hitman" Bang | 3:03  |
| 3.        | 「Let Me In（20 CUBE）」  | FRANTS, Kyler Niko, "Hitman" Bang, Lee Leejin, January 8th, Lee Seuran, danke, LUTRA, Jo Yuri（Jam Factory）                                | FRANTS, "Hitman" Bang    | 3:10  |
| 4.        | 「10 Months」             | Lostboy, Andrew Bullimore, Tom MannJosh Record, "Hitman" Bang, Midnight Dive, Jo Yoonkyung, danke, Park Youngwoong, Lee Leejin, Kim Soojung | Lostboy                  | 3:14  |
| 5.        | 「Flicker」               | ARCADES, Ryan Lawrie, Jo Yoonkyung, "Hitman" Bang, Seo Youngjoon（krr）, Lee Seuran                                                         | ARCADES                  | 2:24  |
| 6.        | 「Outro: Cross the Line」 | Shin Kung, Wonderkid | Wonderkid, Shin Kung     | 1:55  |
| 合計時間: | 合計時間:                 | 合計時間: | 合計時間:                | 15:35 |

## スタッフ
KuWoとQQ音楽より引用。
- - ヒスン: バックグラウンド・ボーカル（#2）
  - ジェイク: バックグラウンド・ボーカル（#2）
- CA$HCOW: バックグラウンド・ボーカル（#1-2, 4）、ボーカルアレンジ（#1-4）、シンセサイザー（#1）、デジタル編曲（#1-4, 6）、クワイヤアレンジ（#6）
- Melanie Fontana（英語版）: バックグラウンド・ボーカル（#2）
- Kyler Niko: バックグラウンド・ボーカル（#2, 3）、レコーディング・エンジニア（#2, 3）
- Sunshine（Cazzi Opeia & Ellen Berg）: バックグラウンド・ボーカル（#2）、レコーディング・エンジニア（#2）
- Vendors（Kevin Leinster Jr.）: バックグラウンド・ボーカル（#3）
- JUNE: バックグラウンド・ボーカル（#5）
- Ryan Lawrie : バックグラウンド・ボーカル（#5）
- Wonderkid: キーボード（#1-2）、ボーカルアレンジ（#2, 4）、デジタル編曲（#2-5）、シンセサイザー（#6）
- YOUNG: ギター（#1, 3）
- Yung String: ストリング（#1,6）
- "Hitman" Bang: シンセサイザー（#2）
- FRANTS: キーボード（#3）、ベース（#3）
- Lostboy: キーボード（#4）、ドラムプログラミング（#4）
- Max Graham: シンセサイザー（#5）、ギター（#5）、バックグラウンド・ボーカル（#5）、プログラミング（#5）
- Matt Thomson: シンセサイザー（#5）、ギター（#5）、バックグラウンド・ボーカル（#5）、プログラミング（#5）
- Yeon Eum Children's Choir: クワイヤ（#6）
- Shin Kung: ストリングアレンジ（#1,6）、ボーカルアレンジ（#3, 5）、デジタル編曲（#5）、キーボード（#6）、クワイヤアレンジ（#6）
- Kim Jiyeon: レコーディング・エンジニア（#1-3, 5, 6）
- Kim Chorong: レコーディング・エンジニア（#1, 3）
- Oh Seong-geun: レコーディング・エンジニア（#1, 6）
- Son Yu-jeong: レコーディング・エンジニア（#2, 4, 5, 6）
- Michel "Lindgren" Schulz: レコーディング・エンジニア（#2）
- Woo Min-jeong: デジタル編曲（#2, 3）
- Yang Ga: ミックス・エンジニア（英語版）（#1）
- Manny Marrouin: ミックス・エンジニア（#2）
- Jeremie Inhaber: ミックス・エンジニア（#2）
- Phil Tan: ミックス・エンジニア（#3）
- Erik Madrid: ミックス・エンジニア（#4）
- Park Jinse: ミックス・エンジニア（#5）
- Jeong Woo-yeong: ミックス・エンジニア（#6）
- Bill Zimmerman: 追加編曲（#3）
- Chris Galland: アシスタント・ミキサー（#2）
- Zach Pereyra: アシスタント・ミキサー（#2）
- Aaron Berman: アシスタント・ミキサー（#4）
- Augustine Lim: アシスタント・ミキサー（#4）

## チャート
11月4日には、アルバムの予約注文がわずか2日で15万枚を突破したことが発表された。11月21日には、予約注文は30万枚を突破した。
本作は、12月5日付のガオンアルバムチャートで1位を獲得した。ハンテオチャートでは、発売初週に280,873枚を売り上げ、2020年にデビューしたK-POPグループの中で最も売れた記録を更新した。ハントチャートでは、リリース初週に280,873枚を売り上げ、2020年にデビューしたK-POPグループの中で最高記録を更新した。また、韓国で2020年11月に発売されたアルバムの中で2番目に売れたアルバムで、318,528枚を売り上げた。日本でも12月4日のリリース日にオリコンデイリーアルバムチャートで1位を獲得し、週間アルバムチャートで2位を獲得、初週71,404枚を売り上げた。12月14日付のBillboard JAPANホットアルバムチャートでは、初週2位を獲得し、「Given-Taken」はBillboard Japan Hot 100で45位を獲得した。

### 各国の週間チャート
- ウルトラトップ・フランダース（ベルギー） - 60位[73]
- ウルトラトップ・ワロニア（ベルギー） - 79位[74]
- メディア コントロール チャート（英語版）（ドイツ） - 95位[75]
- マハーズ（ハンガリー） - 29位[76]
- オリコン（日本） - 2位[70]
- Billboard Japan Hot Albums（日本） - 2位[71]
- ガオンチャート（韓国） - 2位[66]
- シュヴァイツァー・ヒットパラーデ（スイス） - 99位[77]
- オフィシャル・チャート・カンパニー（アメリカ） - 67位[78]

### 各国の月間チャート
- ガオンチャート（韓国） - 2位[68]

### 各国の年間チャート
- オリコン（日本） - 39位[79]
- ガオンチャート（韓国） - 24位[80]

## 栄誉
| 出版社   | 賞                          | 受賞曲               | ランキング | 脚注   |
| -------- | --------------------------- | -------------------- | ---------- | ------ |
| MTV News | 2020年ベストK-POP賞: B面    | Intro: Walk the Line | 11位       | [ 81 ] |
| Dazed    | 2020年K-POPベスト40         | Given-Taken          | 34位       | [ 82 ] |
| BuzzFeed | 2020年K-POPを決定づけた35曲 | Given-Taken          | 28位       | [ 83 ] |

## 認定
| 地域                   | 認定     | 枚数     |
| ---------------------- | -------- | -------- |
| ガオンチャート（韓国） | プラチナ | 250,000^ |